# Museu de l'or de Toi
El museu de l'or de Toi (土肥黄金館) és un museu sobre el tema de la mineria d'or a l'antic i modern Japó, que hi ha al costat de la mina d'or de Toi a la ciutat de Izu, Prefectura de Shizuoka, Japó.
El museu exhibeix reconstruccions del procés de fabricació d'or durant l'era Tokugawa, objectes antics de l'època, exposicions explicatives sobre el processament d'or, i una exposició de minerals d'or de diversos llocs de tot Japó. El museu allotja el lingot d'or més gran del món d'un pes de 250 kg i que representa un valor de prop de 400 milions de iens. El lingot va obtenir un certificat oficial del Llibre Guinness de Rècords per ésser "El més gran lingot d'or pur fabricat".

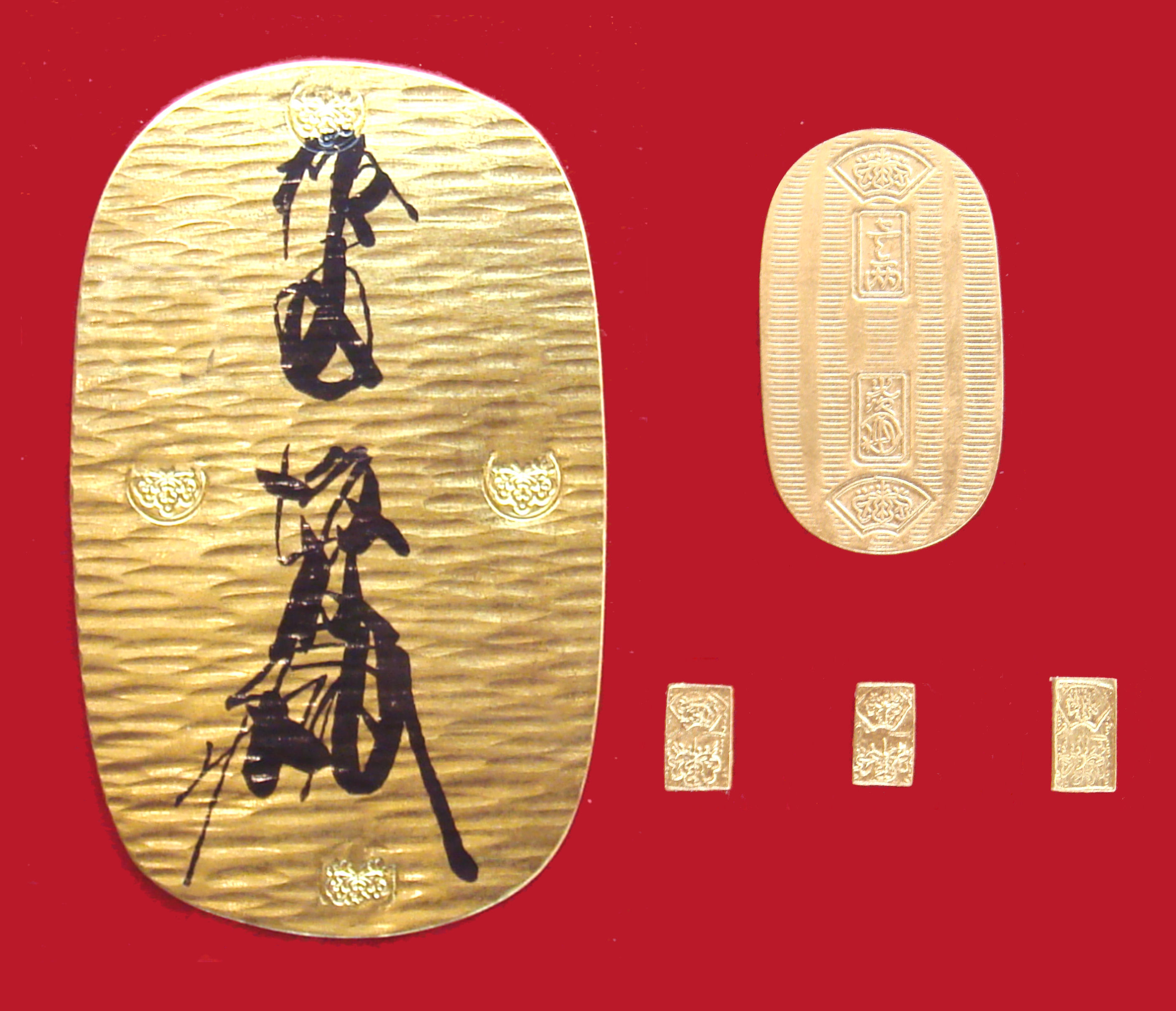
Moneda de l'era Tokugawa
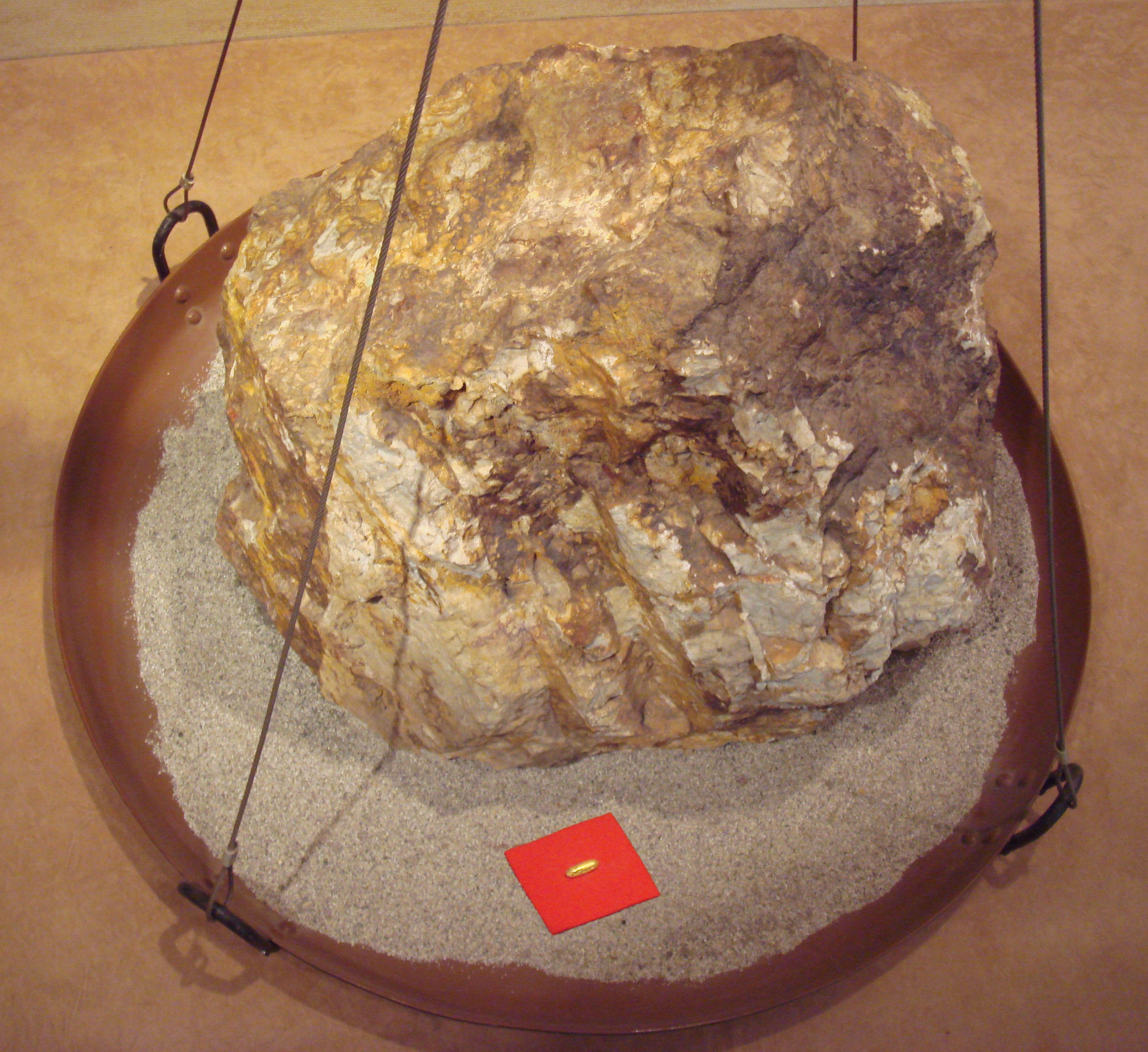
30 grams d'or extret de d'una roca de mineral de 860 Kg
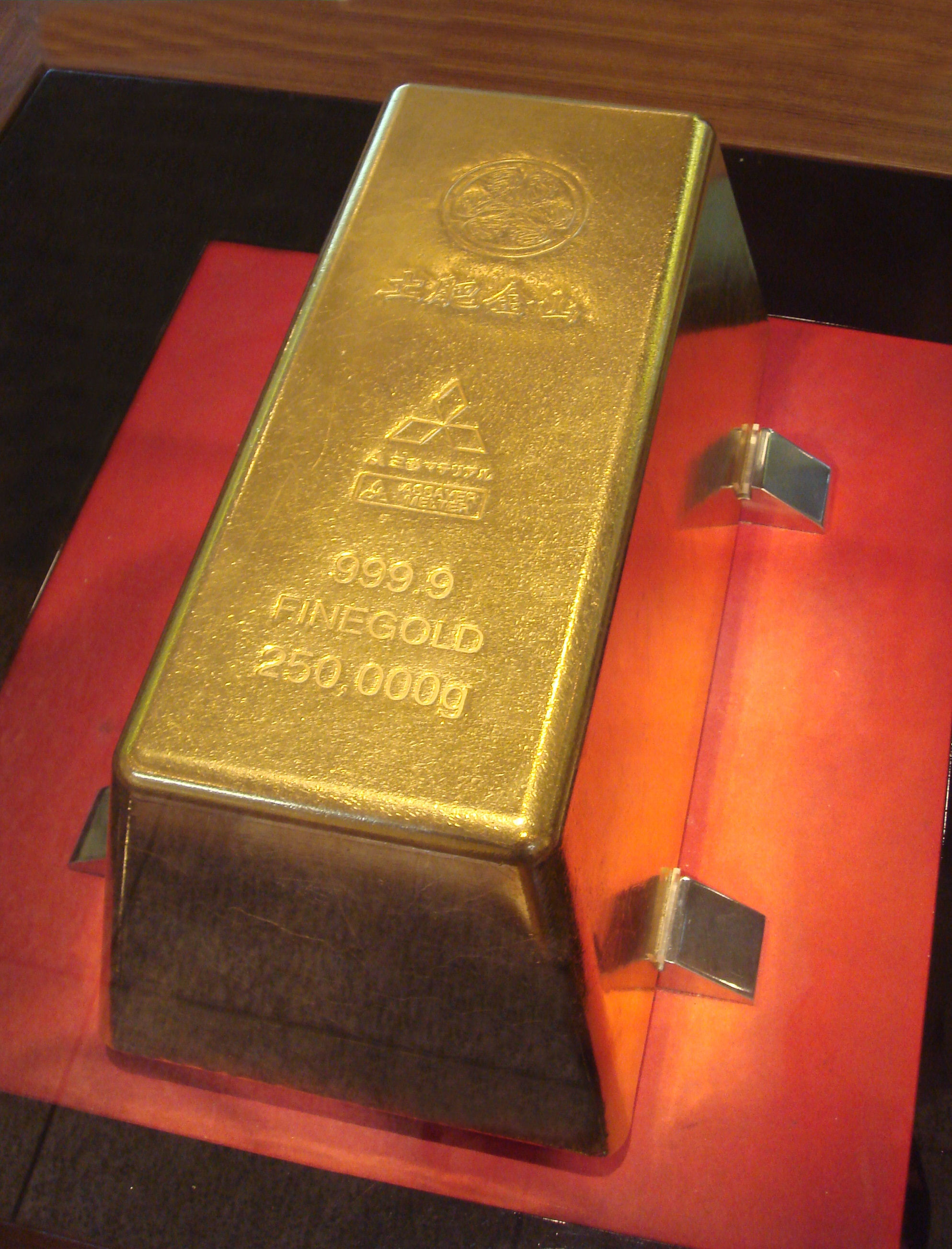
El lingot d'or més gran del món de 250 kg
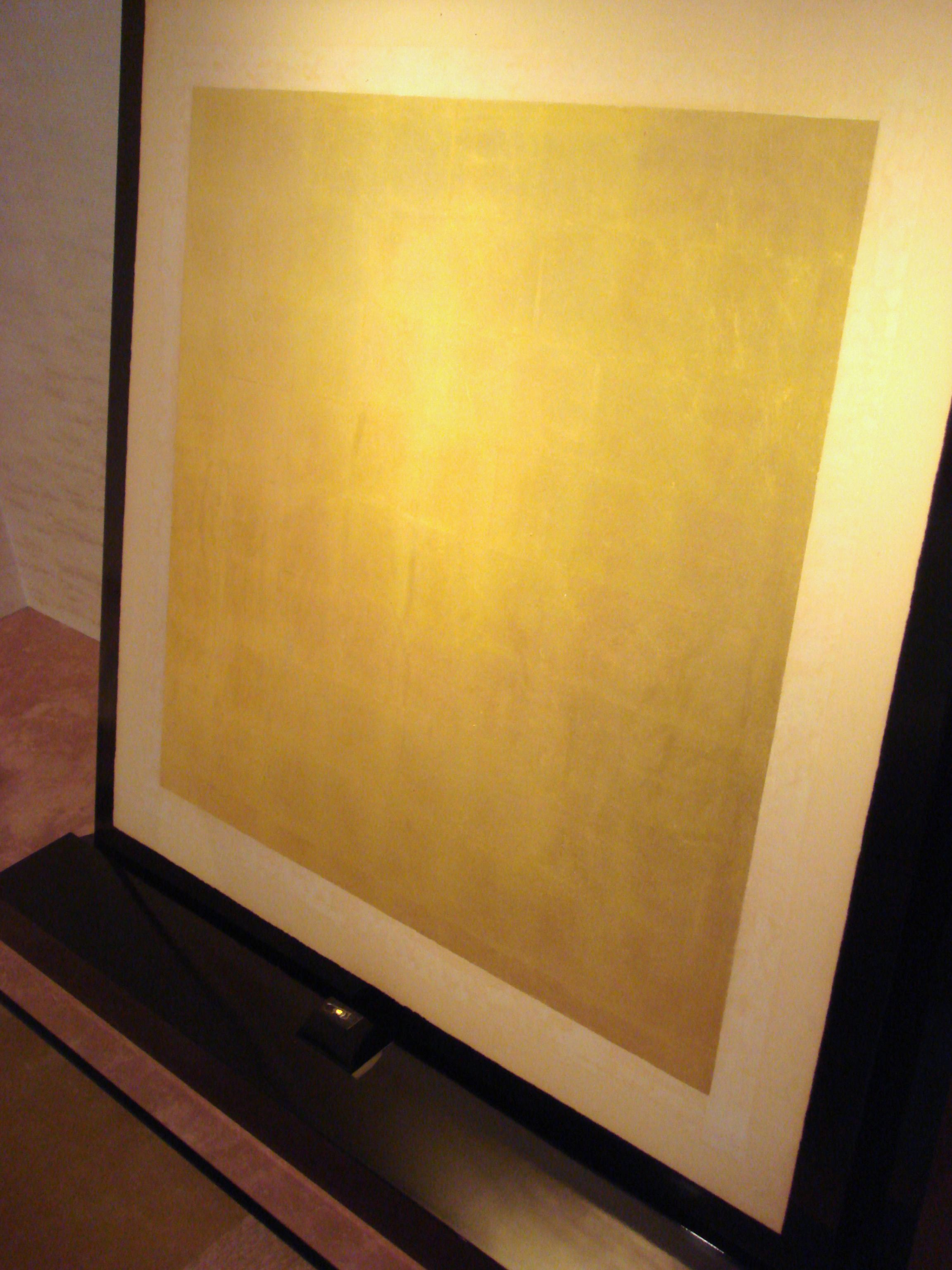
Una palleta d'or de 5 mm de diàmetre (a baix) es pot ampliar mitjançant el martellejat en una làmina d'or d'uns 0,5 metres quadrats